# Gerhard Pirih
Gerhard Pirih (* 28. Oktober 1968 in Villach) ist ein ehemaliger österreichischer Fußballspieler und Politiker (SPÖ). Von 2013 bis 2021 war er Bürgermeister der Stadt Spittal an der Drau.

## Fußball
Pirih spielte zunächst für die SV Spittal/Drau. Dort kam er in der Saison 1987/88 und der Saison 1988/89 insgesamt dreimal in der 2. Division zum Einsatz und schoss dabei ein Tor. Zur Saison 1990/91 wechselte er zum SV Lendorf und zur Saison 1993/94 zur TSU Matrei. Von der Saison 1994/95 bis zur Saison 1999/2000 spielte er für die SV Rothenthurn. In 50 Spielen in der Kärntner Liga kam er dabei auf 4 Tore.

## Politik
Seit 2006 ist Pirih Mitglied der SPÖ und war von 2010 bis 2013 Gemeinderat in Spittal. Er gewann die Bürgermeisterwahl 2013 in der Stichwahl mit 57,72 % der Stimmen. Bei der Wahl 2015 siegte er mit 55,93 % der Stimmen bereits im ersten Wahlgang. Bei der Bürgermeisterwahl 2021 unterlag er mit 48,62 % der Stimmen in der Stichwahl Gerhard Köfer.

## Ehrungen
- Großes Ehrenzeichen des Landes Kärnten (2021)[5]